# Smak (album)
Smak je prvi album kragujevačkog rok benda Smak, objavljen 1975. godine.

## Spisak pesama
1. Perle 4:00 (muzika: Smak; tekst: M. Glišić)
2. Mračni mol 3:20 (muzika i tekst: R. M. Točak)
3. Blues u parku 7:30 (muzika: R. M. Točak; tekst: M. Glišić)
4. Biska 2 4:25 (muzika: R. M. Točak)
5. Put od balona (Biska 20) 19:00 (muzika: R. M. Točak)

## Članovi grupe
- Radomir Mihajlović Točak: gitara
- Boris Aranđelović: glas
- Zoran Milanović: bas
- Laza Ristovski: klavijature
- Slobodan Stojanović Kepa: bubnjevi i udaraljke